# Leonid Abalkin
Leonid Ivanovich Abalkin (1930 - Moskou, 2 mei 2011) was een Russisch econoom. Abalkin werd geboren in Moskou en werd in 1986 directeur van het Instituut voor Economie van de Russische Academie van Wetenschappen. Hij was lid van de Opperste Sovjet met bijzondere verantwoordelijkheid voor economische zaken. Hij werkte later als adviseur voor de Presidenten Michail Gorbatsjov en Boris Jeltsin, alsook onderbevelhebber in de regering van Premier Nikolai Ryzhkov. Onder Gorbatsjov was hij een van de belangrijkste voorstanders van snelle economische hervormingen, en werd in 1998 lid van de Economische Crisis Groep. Het grootste deel van zijn gepubliceerde geschriften hebben betrekking op de theoretische problemen van de politieke economie onder het socialisme.
Abalkin was voorzitter van de International N. D. Kondratiev Foundation.
Hij overleed op 2 mei 2011 op 81-jarige leeftijd.
- Bibsys: 97033736
- Biblioteca Nacional de España: XX1157406
- Bibliothèque nationale de France: cb16283172v (data)
- CiNii: DA01115008
- Gemeinsame Normdatei: 118999052
- International Standard Name Identifier: 0000 0001 1081 3425
- Library of Congress Control Number: n80098514
- Nationale Bibliotheek van Letland: 000028451
- Bibliotheek van het Japanse parlement: 00430855
- Nationale Bibliotheek van Tsjechië: jn19990210001
- Nationale Bibliotheek van Israël: 987007299284605171
- Nederlandse Thesaurus van Auteursnamen: 073056871
- Istituto Centrale per il Catalogo Unico: CFIV077747
- SNAC: w6mn0ct8
- Système universitaire de documentation: 108095266
- Virtual International Authority File: 108765471
- WorldCat: E39PBJhxrqCRVb3dt8dtwjHDMP